# Новоречица (Ровненская область)
Новоре́чица (укр. Новорічиця) — село в Заречненской поселковой общине Варашского района Ровненской области Украины.
До 2020 года входило в Заречненский район.
Население по переписи 2007 года составляло 1002 человек. Почтовый индекс — 34040. Телефонный код — 3632. Код КОАТУУ — 5622284401.

## История
В 1946 г. Указом Президиума ВС УССР село Вулька-Речица переименовано в Новоречицу.